# Olimpiada szachowa 1958
Olimpiada szachowa 1958 rozegrana została w Monachium w dniach 30 września - 23 października 1958 r.

## 13. olimpiada szachowa mężczyzn
Wyniki końcowe finałów A i B (36 drużyn, eliminacje w czterech grupach + trzy finały, system kołowy).
| Miejsce           | Kraj              | Punkty |
| ----------------- | ----------------- | ------ |
| Finał A (11 rund) |                   |        |
| 1                 | ZSRR              | 34½    |
| 2                 | Jugosławia        | 29     |
| 3                 | Argentyna         | 25½    |
| 4                 | Stany Zjednoczone | 24     |
| 5                 | Czechosłowacja    | 22     |
| 6                 | NRD               | 22     |
| 7                 | RFN               | 22     |
| 8                 | Szwajcaria        | 19     |
| 9                 | Hiszpania         | 17½    |
| 10                | Bułgaria          | 17     |
| 11                | Anglia            | 16     |
| 12                | Austria           | 15½    |

| Miejsce           | Kraj      | Punkty |
| ----------------- | --------- | ------ |
| Finał B (11 rund) |           |        |
| 13                | Węgry     | 31     |
| 14                | Holandia  | 28½    |
| 15                | Kanada    | 24½    |
| 16                | Kolumbia  | 24½    |
| 17                | Izrael    | 23½    |
| 18                | Dania     | 23     |
| 19                | Polska    | 22½    |
| 20                | Szwecja   | 21     |
| 21                | Finlandia | 19     |
| 22                | Islandia  | 18     |
| 23                | Francja   | 15     |
| 24                | Belgia    | 13½    |

| Miejsce | Medaliści + skład reprezentacji Polski                                                                        |
| ------- | --- |
| 1       | Michaił Botwinnik, Wasilij Smysłow, Paul Keres, Dawid Bronstein, Michaił Tal, Tigran Petrosjan                |
| 2       | Svetozar Gligorić, Aleksandar Matanović, Borislav Ivkov, Petar Trifunović, Božidar Đurašević, Andrija Fuderer |
| 3       | Herman Pilnik, Oscar Panno, Erich Eliskases, Rodolfo Redolfi, Raúl Sanguinetti, Jaime Emma                    |
|         | Bogdan Śliwa, Alfred Tarnowski, Janusz Szukszta, Stefan Witkowski, Jerzy Kostro, Stefan Brzózka               |